# Joseph Justus Scaliger
Joseph Justus Scaliger (5. august 1540 i Agen – 21. januar 1609 i Leyden) var en fransk filolog, søn af Julius Caesar Scaliger.
Scaliger studerede i Bordeaux og Paris klassisk og orientalsk litteratur og drev det til at beherske en stor mængde sprog. Han foretog flere rejser, blandt andet til England og Skotland, og virkede flere år som professor i Genève, men vendte senere tilbage til Frankrig. I 1593 blev han kaldet til professor i Leyden, hvor han forblev til sin død.
Som filologisk kritiker virkede han på mange områder banebrydende: af hans kritiske værker kan nævnes hans Conjectanea in Terentium Varronem (1573), udgaver af Festus (1576), Catul, Tibul og Properts (1577), Manilius (1579), Publilius Syrus (1598), Apulejus (1600) og Cæsar (1606) og hans Emendationes in Theocritum, Moschum et Bionem (1588).
Endnu større fortjenester har han dog indlagt sig af oldtidens kronologi, hvorved han har erhvervet sig navn af kronologiens fader.
I sit værk De emendatione temporum (1583 og oftere) giver han det første fuldstændige og efter bestemte principper ordnede system for
kronologien. Han indførte den julianske periode, som han opkaldte efter sin fader. De af ham og andre i dette værk opdagede fejl meddelte han i Thesaurus temporum, complectens Eusebii Pamphili Chronicon (1606).
Fremdeles har han gjort sig fortjent ved at udarbejde værdifulde indices til Gruters store indskriftsamling (1602—03). Efter hans død udkom De re nummaria (1616), De arte critica (1619) og Lettres françaises inédites (1879).